# Starý Rybník

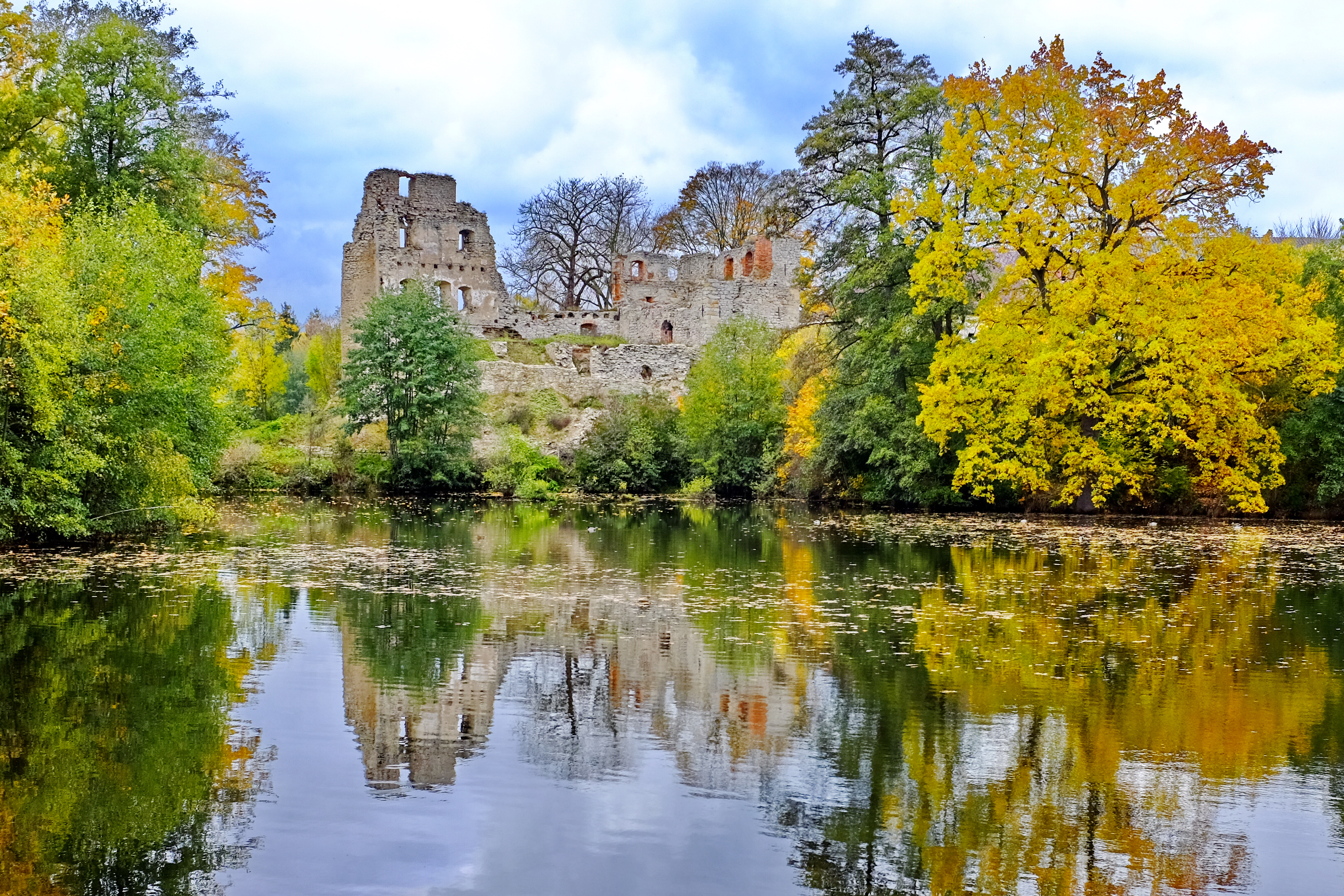
Blick zur Burgruine Starý Rybník (2017)

Starý Rybník (deutsch Altenteich) ist ein Ortsteil der Stadt Skalná im Okres Cheb in Tschechien.

## Geographische Lage
Starý Rybnik liegt nördlich von Františkovy Lázně im böhmischen Vogtland nahe der deutschen Grenze. Die Ortslage befindet sich am südwestlichen Rand des Elstergebirges am Naturpark Kamenné vrchy und dem als Naturreservat geschützten Moorgebiet Soos.

## Geschichte
Der Ort entstand im Umfeld der Burg Altenteich, welche im Jahr 1364 erstmals urkundlich erwähnt wurde und sich damals im Besitz von Johann Rabe auf Mechelgrün befand. Seine Familie besaß auch die benachbarte Burg Wildstein. Seit einem Brand im Jahr 1792 verfiel die Burg Altenteich.
Ab 1938/39 lag Altenteich als selbstständige politische Gemeinde im Reichsgau Sudetenland, Landkreis Eger, Regierungsbezirk Eger. Hier lebten im Jahre 1940 984 Einwohner.

## Persönlichkeiten
- Georg Reinhold (1861–1951), österreichischer römisch-katholischer Theologe und Hochschullehrer